# Мілівці
Мі́лівці — село в Україні, у Жванецькій сільській громаді Кам'янець-Подільського району Хмельницької області.

## Географія
Подільське село Мілівці розташувалося на півострові на лівому березі Збруча, з протилежного берегу знаходиться гарний лісовий масив. Село за 24 кілометрів автодорогами від міста Кам'янець-Подільський.

### Клімат
Мілівці знаходяться в межах вологого континентального клімату із теплим літом. Але діяльність людини призводить до зміни клімату та глобального потепління.

## Історія
Перша письмова згадка про село датується 2 вересня 1424 року як «Myleyoweze».
Певний час населений пункт мав багато спільного із сусідніми Кудринцями. Частина Мілівців на річці Збруч у XVIII столітті належала кудринецькому маєтку Гуменецьких, а друга частина — кам'янецькій римсько-католицькій капітулі. Коли Поділля приєднали до імперської Росії, другу частину села капітулів подарували Браницькій, яка її досить швидко продала.
У 1820 році в Мілівцях мали частини Франциск Арцишевський, Сев. Лукановський та Петро Залевський — загалом вони мали 96 кріпаків.
В минулому столітті Мілівці складали окрему парафію з греко-католицькою Вознесенською церквою. Церква тут існувала вже в 1715 році, з цього часу збереглася метрична книга. У 1740—1759 роках будівля церкви була з дерева. Парафіян було у 1740 — 40, у 1759 році — 52, в 1790 — 280 тих, що сповідалися та 174, що не сповідалися. Дворів налічувалося 52. У 1790 року церква згоріла, на її місті звели невелику капличку. З дозволу Михайла Радевича каплиця була освячена в церкву. У 1840 році Мілівці об'єднали з Кудринцями в одну парафію.
У 1890 році функціонувала церковно-парафіяльна школа.
Внаслідок поразки визвольних змагань на початку XX століття, село надовго окуповане російсько-більшовицькими загарбниками. У селі проходив кордон до 1939 року по річці Збруч, так з 1 листопада 1926 по 1 листопада 1927 польські прикордонники затримали 9509 перебіжчиків із радянської сторони, люди тікали від радянських репресій, у зворотному напрямку, за той же період 745 осіб.
Радянська окупація принесла колективізацію та розкуркулення, мешканці села зазнали репресій.
В 1932–1933 селяни села пережили сталінський голодомор.
У 1938 році почали зводити Кам'янець-Подільський укріплений район, один з ДОТів знаходиться на околиці села, до війни збудували 158 фортифікаційних об'єктів. До 1939 року в Мілівцях існувала прикордонна застава, жили прикордонники.
Після завершення Другої світової війни у 1946—1947 роках село вчергове пережило голод.
У 1959 році перед початком укрупнення територій Мілівецьку сільську раду приєднали до Слобідсько-Рихтівської.
З 1991 року в складі незалежної України.
Новий храм святого Пантелеймона, освячений в 2010 році, збудували за кошти парафіян.
8 вересня 2017 року шляхом об'єднання сільських рад, село увійшло до складу Жванецької сільської громади. Об'єднання в громаду створило умови для формування ефективної і відповідальної місцевої влади, яка має забезпечити комфортне середовище для проживання людей.
Один з останніх пам'ятників Леніну в області знесли в селі Мілівці 12 вересня 2021 року.
Колишній орган місцевого самоуправління — Слобідсько-Рихтівська сільська рада.

## Населення
Населення становить 408 осіб станом на 2001 рік.

### Мова
У селі поширені західноподільська говірка та південноподільська говірка, що відносяться до подільського говору, який належить до південно-західного наріччя.
100 % населення вказало своєю рідною мовою українську мову.

## Об'єкти соціальної сфери
У селі є психоневрологічний інтернат при в'їзді в населений пункт. Спецзаклад на березі Збруча з'явився в 1951 році. Будинок для інвалідів війни, був розташований в приміщенні колишньої прикордонної застави, що діяла в Мілівцях до 1940 року. Перших поселенців прийняли в листопаді 1952 року. Це були одинокі інваліди, які потребували стороннього догляду та опіки. Протягом 20 років інтернат знаходився в статусі будинку для інвалідів. За цей час його територія значно розширилася, було збудовано новий корпус. У 1971 році заклад перепрофілювали у психоневрологічний інтернат, а його пацієнтками стали жінки з різними психоневрологічними захворюваннями.

## Релігія
Селі діють:
- Церква Святого Пантелеймона
- Церква ЄХБ «Голос Спасіння»

## Відомі люди
У селі проживав після війни і похований ветеран Другої Світової Війни гвардії старшина Іван Олександрович Кравченко, 1914 р.н., нагороджений двома медалями «За відвагу».
У селі народилися Дмитро Дем'янович Мороз (1912—1982) — редактор газети «Прапор Жовтня» (1955—1959), Віктор Миколайович Федорчук (10 вересня 1948) — кандидат психологічних наук, проректор із навчально-методичної роботи
в Кам'янець-Подільському державному університеті.
За материнську самовідданість, народження і зразкове виховання дітей, забезпечення умов для всебічного їх розвитку
присвоїли почесне звання «Мати-героїня»: Марфі Василівні Борщевській — матері п'яти дітей, с. Мілівці
Кам'янець-Подільського району.

## Охорона природи
Село лежить у межах національного природного парку «Подільські Товтри».

## Галерея

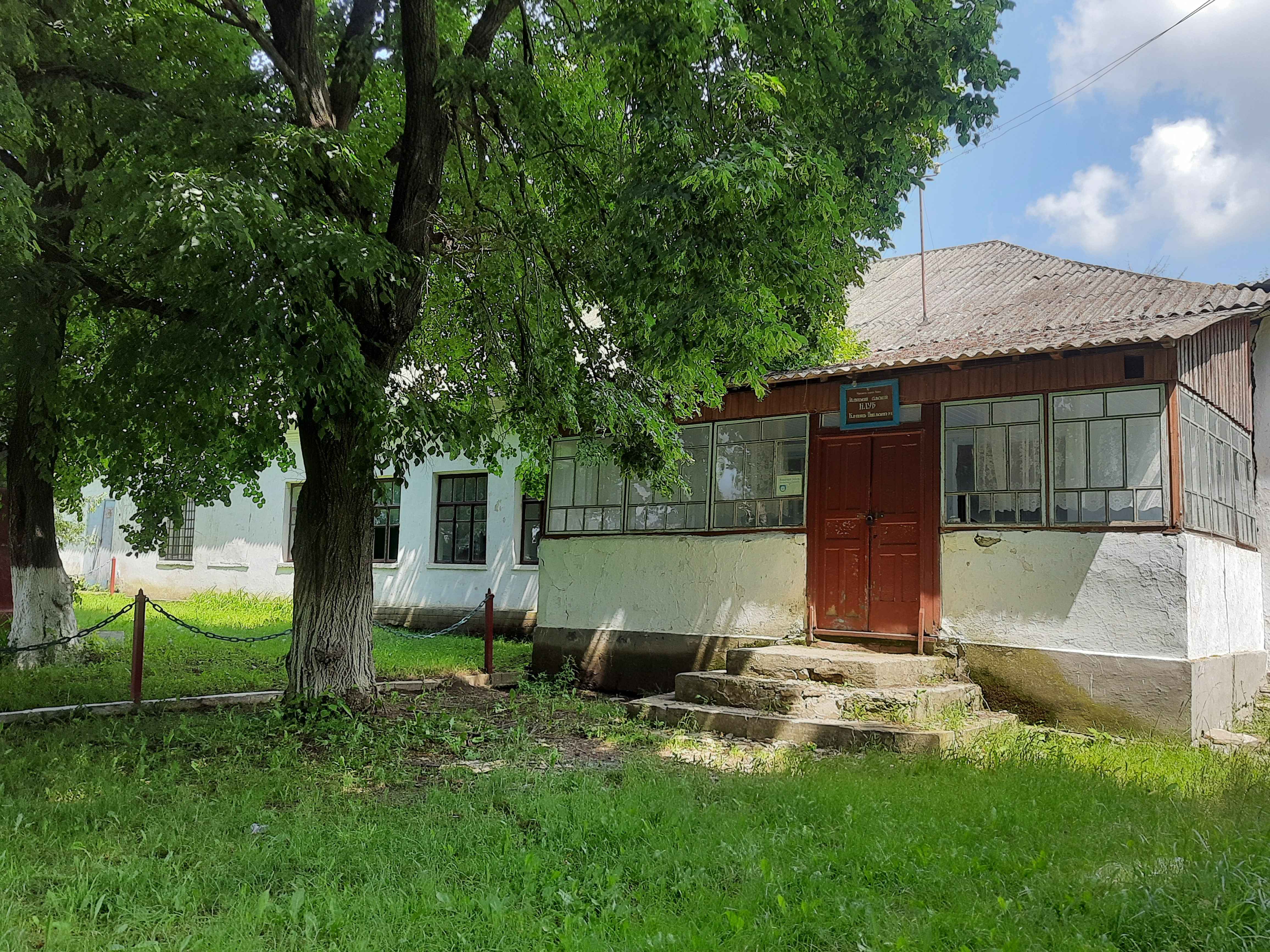
Клуб
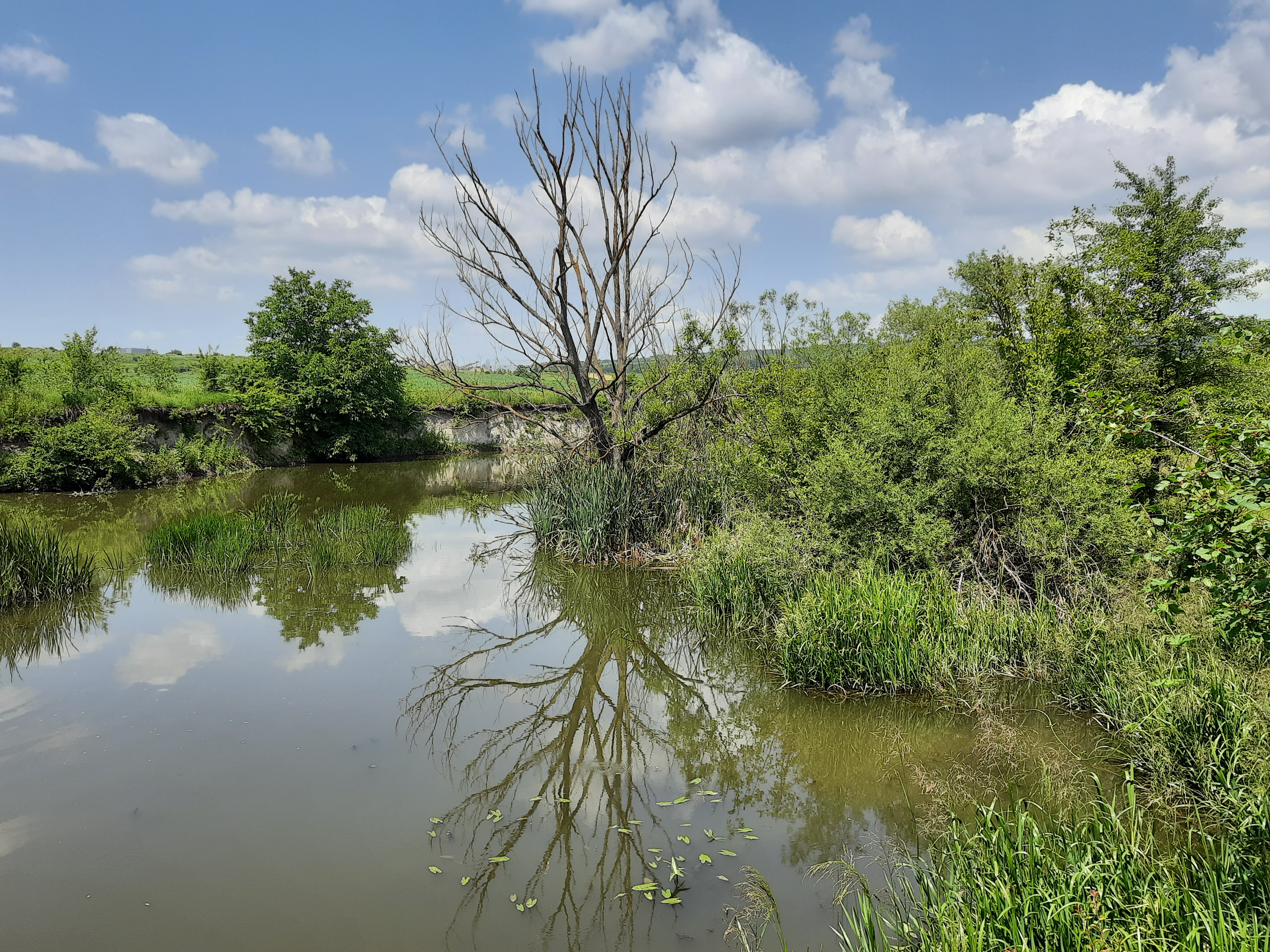
Збруч біля села